# 阿尔伯特·凯特尔比
阿尔伯特·威廉·凯特尔比（英語：Albert William Ketèlbey；1875年8月9日—1959年11月26日），或称艾伯特·威廉·凯特尔贝，英國作曲家。生于英国伯明翰的阿斯顿，作曲家、指挥、钢琴家。
柯特比擅長取材東方及異國情調的曲子。不論歐洲、中東、遠東、甚至非洲，都是他取材的地方。這些民族風情濃厚的曲子，正是柯特比的代表作。柯特比的作品亦常被當作無聲電影的背景音樂。但是除此之外，柯特比仍然有大量的沙龍音樂。一般認為最著名的作品是「波斯市場」。

## 生平
柯特比於1875年8月9日生於英國伯明翰。十一歲時就曾經写過讓爱德华·埃尔加讚賞的奏鳴曲。在進入倫敦的音樂學院後，便開始展現過人的音樂天份。他能在乐队里演奏多种乐器，尤其东方乐曲对他的启发最大，这后来也成为他的标志。柯特比甚至曾經在當時的音樂獎學金上勝過古斯塔夫·霍尔斯特。他早期的一些作品是使用假名发表的。
柯特比在一家倫敦的劇院擔任指揮後，便開始大量創作。不久便聲名大噪，成為當時叱吒風雲的作曲家。他创作乐许多轻松普及的音乐，这些音乐被用作无声电影的伴奏或者舞蹈伴奏。他的成功使得他能够放弃剧院的工作。
有一次凯特尔比在皇家音乐会上演出自己的作曲时乔治五世国王来晚了，没有听到开始的曲子，因此凯特尔比在中间休息的时候重复了这个曲子。
凯特尔比也在其它一些领域工作，比如在知名的出版社里做音乐编辑以及数年任哥伦比亚留声机公司的音乐经理。
他经常被说成是英国的首名百万富翁作曲家，不过这个说法没有证明。1929年按照作品演奏次数列表把他成为是“英国现生最伟大的作曲家”。
雖然柯特比曾經和一位女歌手結婚，两人婚姻很长，也很幸福，但是卻沒有任何子嗣。妻子死后凯特尔比再婚。柯特比晚年在英國度假勝地怀特島寫作及玩撞球，1959年11月26日在自宅中過世，享壽84歲。

## 作品節選
- 《心灵苏醒》（1908）
- 《在修道院庭院》（1915）
- 《弦乐四重奏幻想曲》（1915）
- 《月光下》（1919）
- 《波斯市場》（1920）
- 《浪漫的套房》（1922）
- 《Appy 'Ampstead》（1924）
- 《中国寺庙的庭院》或《中国寺院花園》（1925）
- 《夏威夷蓝色的水域》（1927）
- 《在埃及神秘的土地》（1931）
- 《来自日本场景》（1934）
- 《意大利的黄昏》（1951）
- 《伦敦套房》
- 《丛林鼓声》
- 《纠缠的曲调》

## 軼事
- 柯特比使用許多各式各樣的匿名來出版自己的作品，有些用於莊嚴的曲子、有些則用於一些小品。